# Bnei Herzliya
Maillots
Le Bnei Hasharon est un club israélien de basket-ball évoluant en première division du championnat d'Israël. Le club est basé dans les villes de Raanana et d'Herzliya, jouant en alternance dans une salle de chaque ville.

## Historique
Le club a été créé en 2002, fusion du Maccabi Ra'anana et du Bnei Herzliya, qui évoluaient tous deux dans la même salle.
Le club est promu en première division à l'issue de la saison 2020-2021.

## Palmarès
Bnei Herzliya
- Vainqueur de la coupe d'Israël : 1995, 2022

## Entraîneurs
- 1992-1993 :  Muli Katzurin
- 1993-1995 :  Effi Birnbaum
- 1995-1997 :  Muli Katzurin
- 1997-1999 :  Erez Edelstein
- 1999-2000 :  Arik Shivek
- 2000 :  Hanoch Mintz
- 2000-2001 :  Ronen Ginzburg
- 2001-2002 :  Eli Kaneti
- 2002 :  Israël Lev
- 2002 :  Erez Bittman
- 2002-2003 :  Effi Birenboim
- 2003-2004 :  Yaacov Jino
- 2004-2005  ?
- 2005-2006 :  Yaacov Jino
- 2006-2008 :  Effi Birenboim
- 2008 :  Moshe Veinkrantz
- 2008-2009 :  Ariel Bet Halahmi
- 2009-2011 :  Dan Shamir
- 2011 :  Roy Hagai
- 2011 :  Adi Azulay
- 2011-2013 :  Ariel Bet Halahmi
- 2013 :  Matan Harush
- 2013-2014 :  Effi Birenboim
- 2014-2015 :  Muli Katzurin
- 2015-2017 :  Mickey Gorka
- 2017 :  Alon Stein
- Déc. 2017-2018 :  Arik Shivek
- Janv. 2019-2019 :  Arik Shivek

## Joueurs célèbres ou marquants
- Meir Tapiro
- Paul Thompson
- Bryant Dunston
- Taurean Green
- Tyson Wheeler
- Bernard King
- Jarod Stevenson
- Ndudi Ebi
- Terrel Castle